# Ministère de la Formation professionnelle (Niger)
Le ministère de la Formation professionnelle au Niger est le ministère nigérien responsable de la formation professionnelle.  

## Description

### Siège
Le ministère de la Formation professionnelle du Niger a son siège à Niamey.

### Attributions
Ce département ministériel du gouvernement nigérien est chargé de la formation professionnelle, pratique et de la mise en œuvre de la politique de l’État en matière de formation.

### Ministres
Le ministre de la Formation professionnelle du Niger est Kassoum Mamane Moctar